# Becet
Becet (hebrejsky בֶּצֶת, v oficiálním přepisu do angličtiny Bezet, přepisováno též Betzet) je vesnice typu mošav v Izraeli, v Severním distriktu, v Oblastní radě Mate Ašer.

## Geografie
Leží v nadmořské výšce 26 metrů v intenzivně zemědělsky využívané a hustě osídlené Izraelské pobřežní planině, nedaleko západních okrajů svahů Horní Galileji, 2 kilometry od břehu Středozemního moře a 2 kilometry od libanonských hranic. Jižně od vesnice protéká vádí Nachal Becet, severně od mošavu je to vádí Nachal Chanita a dál k severu se prudce zvedá terén a až k moři tu podél izraelsko-libanonské hranice vybíhá horský hřbet Reches ha-Sulam.
Obec se nachází na západním okraji města Šlomi, cca 115 kilometrů severoseverovýchodně od centra Tel Avivu a cca 32 kilometrů severovýchodně od centra Haify. Becet obývají Židé, přičemž osídlení v tomto regionu je etnicky zcela židovské. Kopcovité oblasti centrální Galileji, které obývají ve vyšší míře kromě Židů i izraelští Arabové, začínají až dále na jihovýchodě.
Becet je na dopravní síť napojen pomocí lokální silnice číslo 899, která propojuje dva severojižní tahy: dálnici číslo 4 a dálnici číslo 70.

## Dějiny
Becet byl založen v roce 1949. Jménem navazuje vesnice na stejnojmenné židovské sídlo zmiňované počátkem našeho letopočtu v Talmudu. Římané ho nazývali Bezeth. Jméno starověkého Becetu pak ve středověku uchovala arabská vesnice al-Bassa, která stávala do války za nezávislost v roce 1948 na severním okraji dnešního mošavu. Zmiňovaná tu je od 12. století. Šlo o sídlo křesťanských Arabů. Stála tu základní chlapecká škola zbudovaná roku 1882, dívčí škola a soukromá střední škola. Od roku 1921 měla al-Bassa vlastní samosprávné orgány. Ve vesnici byly dva kostely a dvě mešity. Roku 1931 zde žilo 1948 lidí v 479 domech. Během války byla al-Bassa ovládnuta židovskými silami a arabské osídlení zde v květnu 1948 skončilo. Zástavba pak byla zbořena až na několik domů, jeden kostel a jednu mešitu. Obyvatelé odešli do Libanonu, někteří přesídlili do Nazaretu.
6. ledna 1949 se tu usadili židovští přistěhovalci z Jugoslávie a Rumunska, kteří přežili holokaust. Až do roku 1951 pobývali provizorně v opuštěné arabské vesnici, pak přesídlili o pár set metrů dál, do nově zbudovaných domů. Původně se nová vesnice nazývala Kfar Zejtim (כפר זיתים), později tento název získala jiná židovská vesnice založená roku 1950 poblíž Galilejského jezera.
Poblíž vesnice je zbytek letiště, které tu zbudovali Britové za druhé světové války v době obav z invaze francouzského vichistického režimu ze sousedního Libanonu. Slouží nyní jako záložní přistávací dráha pro izraelské obranné síly. V srpnu 1968 na tomto letišti omylem kvůli chybě v navigaci přistála dvě syrská letadla.
Ekonomika mošavu je založena na zemědělství a turistickém ruchu. Turistika se zde rozvíjí od 90. let 20. století. V Becet fungují zařízení předškolní péče o děti i základní škola, kam dojíždějí i žáci z okolních vesnic.

## Demografie
Obyvatelstvo mošavu Becet je sekulární. Podle údajů z roku 2014 tvořili naprostou většinu obyvatel v Becet Židé (včetně statistické kategorie "ostatní", která zahrnuje nearabské obyvatele židovského původu ale bez formální příslušnosti k židovskému náboženství).
Jde o menší sídlo vesnického typu s dlouhodobě stagnující populací. K 31. prosinci 2014 zde žilo 252 lidí. Během roku 2014 populace stoupla o 2,9 %.
| Rok            | 1961 | 1972 | 1983 | 1995 | 2001 | 2003 | 2004 | 2005 | 2006 | 2007 | 2008 | 2009 | 2010 | 2011 | 2012 | 2013 | 2014 |
| -------------- | ---- | ---- | ---- | ---- | ---- | ---- | ---- | ---- | ---- | ---- | ---- | ---- | ---- | ---- | ---- | ---- | ---- |
| Počet obyvatel | 257  | 245  | 298  | 299  | 311  | 334  | 332  | 309  | 325  | 337  | 357  | 262  | 256  | 232  | 250  | 245  | 252  |